# Мэчин, Джон
Джон Мэчин (англ. John Machin; 1686 — 9 июня 1751,
Лондон, Великобритания) — математик, профессор астрономии лондонского Грешем-колледжа. Наиболее известен разработкой быстро сходящегося ряда для числа Пи в 1706 году и его использованием для вычисления числа Пи с точностью до 100 десятичных цифр. Формулы подобного типа теперь известны как формулы Мэчина (англ. Machin-like formula).
Джон Мэчин служил секретарём Лондонского королевского общества с 1718 по 1747 год. Он также был членом комиссии, которая разрешила спор Ньютона и Лейбница о приоритете открытия дифференциального и интегрального исчисления в 1712 году.
16 мая 1713 года он сменил Александра Торриано на посту профессора астрономии в Грешем-колледже и занимал этот пост до своей смерти.
Был членом масонской ложи «Bedford Head».